# Демократический фронт (Кипр)
Демократический фронт (греч. Δημοκρατική Παράταξη, тур. Demokratik Uyum) — политическая партия на Кипре, придерживающаяся центристской ориентации.
Партия была создана после разногласий с лидером Демократической партии (DIKO) Николасом Пападопулосом относительно подхода, который должна использовать администрация греков-киприотов в отношении работы по решению Кипрского конфликта. Партия была принята в Альянс либералов и демократов за Европу 18 ноября 2020 года и является членом группы Европейского парламента «Обновляя Европу».